# Breien (Italië)
Breien (Italiaans: Briè) is een frazione in de gemeente Karneid, gesitueerd in de Italiaanse provincie Bozen-Zuid-Tirol in de noordelijkste regio, Trentino-Zuid-Tirol. Het dorpje telt circa 60 inwoners (1998).
Breien ligt op ca. twee kilometer ten noordwesten van het centrum van Tiers (Tires) en op ca. anderhalve kilometer ten zuiden van Völser Aicha (Aica di Fiè), in het Tierser Tal (Val di Tires), die door de rivier de Breibach (Riviera di Briè) wordt gevormd. In 1986 werd het een — in Bozen-Zuid-Tirol als volgt naar het Duits vertaalde — Fraktion van Karneid. Breien ligt aan de oude maar nog steeds gebruikte weg tussen Blumau (Prato all'Isarco) en Tiers. In het centrum van het dorp bevinden zich twee hotels (Halbweg Zollwirt en Manötscher).
Het gotische kerkje van Breien, de Sint-Katherinakerk (in het hoog- en noordelijk gelegen gehucht Sankt Katherina (San Catarina)), bestond zeker al in 1283, maar de huidige gevel stamt uit 1500. De tien muurschilderingen vertellen het verhaal van de heilige Caterina van Alexandrië, en worden door een dak op de zuidelijke buitenmuur beschermd.
Blumau · Breien · Gummer · Kardaun · Karneid · Steinegg